# Теофано Склирина
Теофано̀, още Теофана и Теофания (на гръцки: Θεοφανώ, 960-15 юни 991), е византийска принцеса, германска кралица и императрица на Свещената Римска империя, съпруга на император Отон II.

## Биография

### Произход
Теофано е родена през 960 г. в Константинопол, Византия. Дълго в историографията се поддържа становището, че тя е дъщеря на византийския император Роман II и съпругата му Теофано. Това мнение се основава на факта, че в брачния си договор Теофано е наречена neptis (племенница) на Йоан Цимисхий, чиято втора съпруга е Теодора, сестра на Роман II.
Много изследователи обаче отричат Теофано да е дъщеря на Роман II, изтъквайки, че в документите тя не е посочена като порфирогенита (на гръцки: πορφυρογέννητη, вж. Багренородни т.е. родена в Порфира – в Пурпурната зала, където обикновено се раждали децата на византийските императори по време на тяхното управление), и че имената на родителите ѝ не се споменават никъде. Освен това в Хрониката на Титмар се споменава, че Теофано не е била „virgo desiderata“ (девица желана).
Съвременни изследвания доказват, че Теофано е дъщеря на Константин Склир (на гръцки: Κωνσταντίνος Σκληρός), брат на пълководеца Варда Склир (на гръцки: Βάρδας Σκληρός). Майката на Теофано е София Фокина (на гръцки: Σοφία Φώκαινα), племенница на император Никифор II Фока. Сестрата на Константин Склир и Варда Склир, Мария Склирина, е първата съпруга на император Йоан Цимисхий, поради което Теофано е посочена като племенница на императора.

### Свещена римска императрица
Първите постъпки за сродяване между императорските семейства на Византия и Свещената Римска империя прави император Отон I Велики, който поискал да ожени сина си, бъдещия Отон II, за някоя от принцесите във византийския двор и така да скрепи отношенията с Византия и да получи признание на императорската си титла от император Никифор II Фока.
За договаряне на условията по брака в Константинопол пристига посолство, начело с епископа на Кремона, Лиудпранд. Докато Лиудпранд преговаря с ромеите в Цариград, от Ватикана пристига писмо до император Никифор II, в което папа Йоан XIII нарича Отон I „император на Рим“, и се обръща към ромейския император с унизителното „император на гърците“. Обиден, Никифор II прекратява преговорите с Лиудпранд, чиято мисия е провалена.
Преговорите за династичен брак са подновени, след като на престола във Византия се възкачва Йоан Цимисхий (969 – 976). За съпруга на Отон е предложена племенницата на императора, Теофано. Вероятно предложението на ромеите не задоволява напълно германските искания, но за сметка на това императорът дава ръката на племенницата си заедно с изключително богата зестра. През 972 г. Теофано пристига в Рим по внушителен начин: тя е придружена от великолепна свита и носи със себе си огромно съкровище от императорската хазна.
На 14 април 972 г. Теофано и Отон II са венчани от папа Йоан XIII в базиликата Св. Петър в Рим. На същия ден Йоан XIII короновал Теофано за „императрица на римляните“.
В новата си родина изтънчената византийска принцеса е изключително непопулярна. В Германия Теофано се радва на добро отношение от страна на съпруга си, който е лудо влюбен в нея. Тя придружава Отон II при всяко негово пътуване и като императрица издава грамоти от собствено име. Императрицата обаче се намира в постоянен конфликт с майката на Отон II, императрица Аделхайд. Отношенията между Теофано и Аделхайд са толкова лоши, че според Одило, абат на Клюни, Аделхайд била много щастлива, когато „гъркинята“ умряла.
Алберт от Мец описва императрицата като неприятна и бъбрива жена. Изтънчеността и маниерите ѝ не допадат на много хора в германския императорски двор. Теофано често е обвинявана в упадчност, която според съвременниците ѝ се изразява в това, че императрицата се къпела всеки ден, обличала се с разкошни дрехи и носела скъпи бижута, което по примера ѝ се превърнало в последна мода в императорския двор. С Теофано се свързва и първата поява на вилицата в Западна Европа – хронистите описват изумлението, което императрицата предизвикала, когато на един банкет извадила „двузъба златна вила“, която използвала, „за да поставя храната в устата си“ вместо да яде с ръце, какъвто е обичаят в цяла Западна Европа по това време.
Според теолога Петър Дамян императрица Теофано има любовна връзка с гръцкия монах Йоан Филагат, който управлявал за кратко като антипапа Йоан XVI.
Император Отон II умира на 7 декември 983 г. и е погребан в Рим. На Коледа същата година Теофано отвела със себе си тригодишния си син, коронован като император Отон III, и започнала да управлява империята като „императрица-регент“ от негово име. През пролетта на 984 г. Отон III е отвлечен от баварския херцог Хайнрих II. Херцогът обаче скоро бил принуден да върне обратно детето на Теофано.
До смъртта си Теофано управлява империята заедно с Вилигис, архиепископа на Майнц, и Хилдебалд, епископа на Вормс.

### Смърт
Императрица Теофано умира на 15 юни 991 г. в Неймеген (в днешна Холандия) и е погребана в катедралата „Св. Пантелеймон“ в Кьолн. След смъртта ѝ начело на регентството на непълноления Отон III застава баба му Аделхайд.

## Деца
Теофано и Отон II имат пет деца:
- Аделхайд (977 – 1040)
- София (978 – 1039)
- Матилда (979 – 1025)
- Отон III (980 – 1002), император на Свещената Римска империя
- дъщеря, близначка на Отон III, починала през същата 980 г.